# Cățelu (okręg Ilfov)
Cățelu – wieś w Rumunii, w okręgu Ilfov, w gminie Glina. W 2011 roku liczyła 2790 mieszkańców.